# Suillia gigantea
Suillia gigantea – gatunek muchówki z rodziny błotniszkowatych.
Gatunek ten opisany został w 1830 roku przez Johanna Wilhelma Meigena jako Helomyza gigantea.
Muchówka o ciele długości od 7,2 do 12 mm. Czułki jej mają pierzasto owłosioną aristę, przy czym długość włosków w części nasadowej aristy jest nie mniejsza niż szerokość trzeciego członu czułków. Tułów jej cechują jasne i ledwie widoczne owłosienie propleurów, nagie pteropleury i mezopleury oraz całkiem zarośnięty włoskami dysk tarczki. U samca przednia para odnóży ma kolec w wierzchołkowej okolicy spodu pierwszego członu stopy, a środkowa para liczne i grube szczecinki w nasadowej okolicy spodu uda. Odwłok samicy wyróżnia się siódmym sternitem o przedniej krawędzi tak długiej jak boczne i owłosieniu obecnym tylko w tylnej ⅓.
Owad znany z Hiszpanii, Francji, Szwajcarii, Austrii, Włoch, Czech, Słowacji, Węgier, Ukrainy, Mołdawii, Rumunii, Bułgarii, Grecji, europejskiej części Rosji, Bliskiego Wschodu i Kaukazu.